# Minh (họ)
Minh là họ của người châu Á. Họ này có ở Việt Nam, Trung Quốc (chữ Hán: 明, Bính âm: Míng) và Triều Tiên (Hangul: 명, Romaja quốc ngữ: Myung/Myeong), Nhật Bản và đứng thứ 111 trong danh sách Bách gia tính.

## Người Việt Nam họ Minh nổi tiếng
Nghệ sĩ, danh hài Minh Vượng, tên thật là Minh Phượng.

## Người Trung Quốc họ Minh nổi tiếng
- Minh Sùng Nghiễm, nhân vật chính trị thời Đường Cao Tông
- Minh Kim Thành, nghệ nhân Đài Loan

## Người Triều Tiên họ Minh nổi tiếng
- Myeong Se-bin (Hán Việt: Minh Thế Bân), nữ diễn viên Hàn Quốc
- Myeong Hyeong-seo (Hán Việt: Minh Hương Tư) nữ ca sĩ nhóm nhạc CLASS:y, cự thành viên Busters